# Li Xiaopeng
Li Xiaopeng (n. 27 iulie 1981, Changsha, Republica Populară Chineză) este un gimnast artistic ce a reprezentat Republica Populară Chineză, medaliat olimpic. A participat la 3 ediții ale Jocurilor Olimpice (2000, 2004, 2008) în care a câștigat patru medalii de aur și o medalie de bronz.